# Brand New Dance
Brand New Dance es el decimosexto álbum de estudio de la cantante estadounidense Emmylou Harris, publicado por la compañía discográfica Warner Bros. Records en octubre de 1990. Producido por Richard Bennett y Allan Reynolds, el álbum incluyó versiones de otros artistas, incluyendo a Bruce Springsteen y Dave Mallett. Aunque recibió buenas reseñas, fue el primer disco de estudio de Harris en quince años en no entrar en el top 40 de la lista de álbumes country, y marcó el comienzo de un descenso en las ventas de la cantante, lo cual la llevó a redigirir su música lejos del country.

## Lista de canciones
1. "Wheels of Love" (Marjy Plant) – 2:41
2. "Tougher Than the Rest" (Bruce Springsteen) – 4:59
3. "In His World" (Kostas, Leigh Reynolds) – 4:14
4. "Sweet Dreams of You" (Paul Kennerley, John David) – 3:55
5. "Easy for You to Say" (Jack Wesley Routh, Randy Sharp) – 3:21
6. "Rollin' and Ramblin' (The Death of Hank Williams)" (Robin Williams, Linda Williams, Jerome Clark) – 3:27
7. "Better Off Without You" (Marshall Chapman, Dennis Walker, Fontaine Brown) – 5:15
8. "Never Be Anyone Else But You" (Baker Knight) – 2:20
9. "Brand New Dance" (Paul Kennerley) – 3:24
10. "Red Red Rose" (David Mallett) – 3:56

## Personal
- Emmylou Harris – voz, guitarra acústica y coros.
- Richard Bennett – guitarras, bajo, mandolina, pandereta.
- Mary Black – coros.
- Bruce Bouton – pedal steel guitar.
- Marshall Chapman – coros.
- Kathy Chiavola – coros.
- Charles Cochran – orquestación.
- Iris DeMent – coros.
- Stuart Duncan – violín y mandolina.
- Connie Ellisor – orquestación.
- Peter Gorisch – chelo.
- Carl Gorodetzky – orquestación.
- Jim Grosjean – orquestación.
- James Hollihan, Jr. – guitarra slide.
- Roy M. "Junior" Husky – bajo.
- John Jarvis – piano.
- Kieran Kane – coros.
- Kostas – coros.
- Lee Larrison – orquestación.
- Chris Leuzinger – guitarras.
- Claire Lynch – coros.
- Ted Madsen – orquestación.
- Kenny Malone – batería y percusión.
- Robert Mason – orquestación.
- Dennis Molchan – orquestación.
- Laura Molyneaux – orquestación.
- Melba Montgomery – coros.
- Jamie O'Hara – coros.
- Wayland Patton – coros.
- Dave Pomeroy – bajo.
- Pamela Sixfin – orquestación.
- Milton Sledge – batería y percusión.
- Jo-El Sonnier – triángulo y trompa.
- Davy Spillane – gaita.
- Harry Stinson – batería.
- Garry Tallent – bajo.
- Mark Tanner – orquestación.
- Barry Tashian – coros.
- Gary VanOsdale – orquestación.
- Pete Wasner – piano.
- Bobby Wood – órgano, teclados y piano eléctrico.
- Glenn Worf – bajo.
- Bob Wray – bajo.
- Cindy Reynolds Wyatt – arpa.

## Posición en listas
| País           | Lista          | Posición |
| -------------- | -------------- | -------- |
| Estados Unidos | Country Albums | 45       |

| Sencillo         | País           | Lista           | Posición |
| ---------------- | -------------- | --------------- | -------- |
| «Wheels Of Love» | Estados Unidos | Country Singles | 71       |